# Planeterna (orkestersvit)

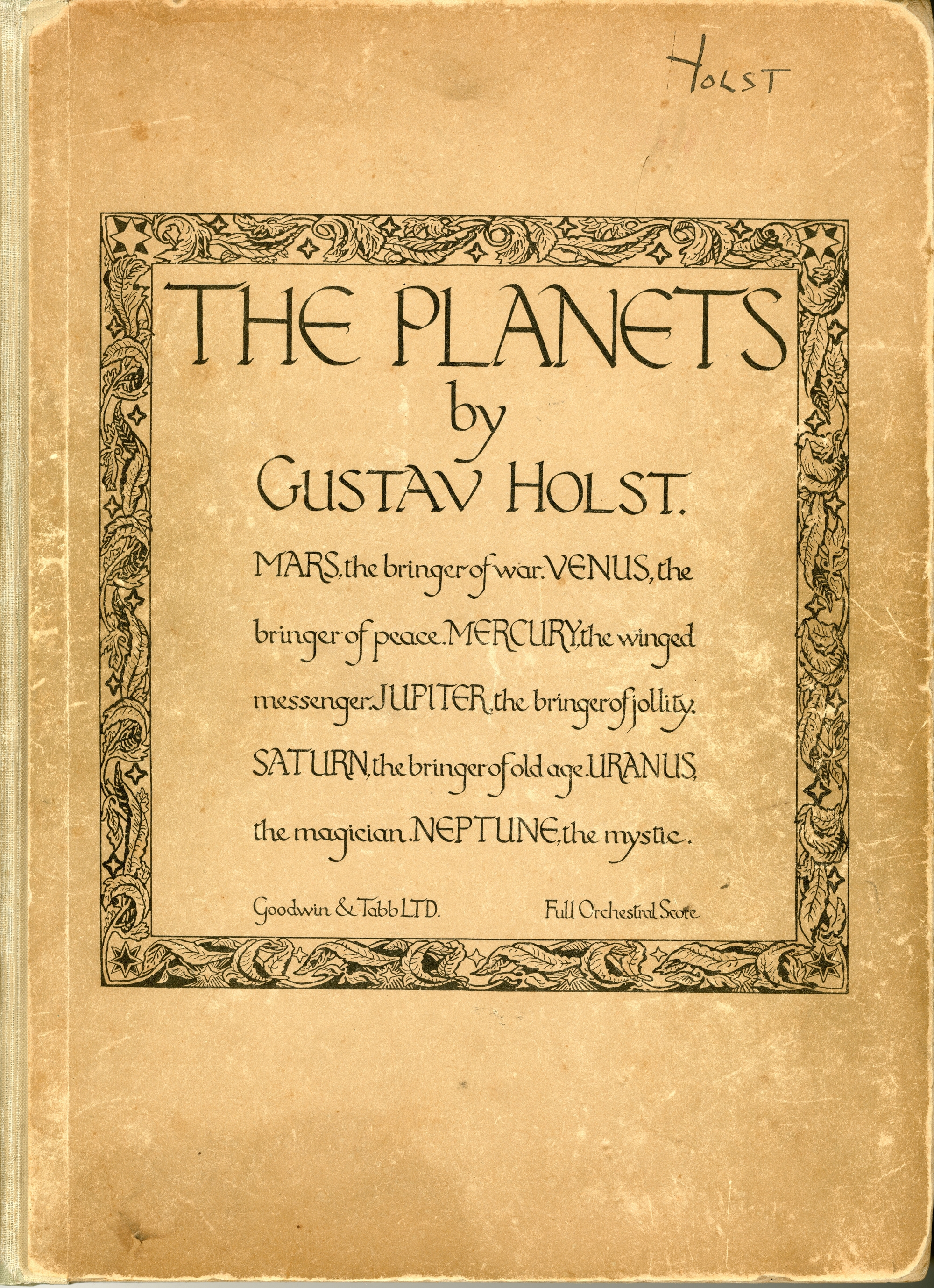
Framsidan till Holsts kopia av partituret.

Planeterna (engelsk originaltitel: The Planets, även The Planets Suite) är en orkestersvit i sju satser av den engelske komponisten Gustav Holst. Verket har opusnumret 32. Holst komponerade stycket mellan 1914 och 1917 för en stor symfoniorkester; i den sista satsen (Neptunus, se nedan) tillkommer en sexstämmig, ordlös damkör med därtill. Sviten är ett exempel på senromantisk programmusik, som till karaktären liknar den senare tillkomna stora orkestrala filmmusiken och dess verkning på åhörare som framförallt uppstår genom orkesterns monumentala klangeffekter och klangfärger. Varje sats i sviten är uppkallad efter en planet i solsystemet och dess förmodade astrologiska karaktär.
Planeterna hade premiär i Queen's Hall i London den 29 september 1918 under ledning av Holsts vän Adrian Boult inför en inbjuden publik på cirka 250 personer. Tre konserter med satser ur sviten gavs 1919 och början av 1920. Det första fullständiga framförandet vid en offentlig konsert gavs i Queen's Hall den 15 november 1920 av London Symphony Orchestra under ledning av Albert Coates.
Den nyskapande karaktären i Holsts musik orsakade till en början en del fientlighet bland en minoritet av kritikerna, men sviten blev snabbt populär och har så förblivit liksom inflytelserik och allmänt spelad. Tonsättaren dirigerade två inspelningar av verket, och det har spelats in minst 80 gånger senare av dirigenter, körer och orkestrar från Storbritannien och internationellt.

## Satserna
I sin ursprungliga fattning består Planeterna av sju satser; varje sats är uppkallad efter en planet i solsystemet respektive romersk gudom, som planeten är uppkallad efter. Jorden har inte tagits med, och ej heller Pluto, emedan denna himlakropp var okänd då och upptäcktes först 1930. Idag räknas inte heller Pluto längre som planet. År 2000 fick den engelske tonsättaren Colin Matthews i uppdrag att komponera en åttonde sats för Hallé-orkestern, då denna ville uppmärksamma Pluto, som på den tiden räknades som planet.
| Titel på svenska                    | Titel                           | Tempobeteckning                                                        | Ljudfil |
| ----------------------------------- | ------------------------------- | ---------------------------------------------------------------------- | ------- |
| Mars, krigsbringaren                | Mars, the Bringer of War        | Allegro                                                                |         |
| Venus, fredsbringerskan             | Venus, the Bringer of Peace     | Adagio – Andante – Animato – Tempo I                                   |         |
| Merkurius, den bevingade budbäraren | Mercury, the Winged Messenger   | Vivace                                                                 |         |
| Jupiter, glädjebringaren            | Jupiter, the Bringer of Jollity | Allegro giocoso – Andante maestoso – Tempo I – Lento maestoso – Presto |         |
| Saturnus, bringaren av ålderdom     | Saturn, the Bringer of Old Age  | Adagio – Andante                                                       |         |
| Uranus, magikern                    | Uranus, the Magician            | Allegro – Lento – Allegro – Largo                                      |         |
| Neptunus, mystikern                 | Neptune, the Mystic             | Andante – Allegretto                                                   |         |

Hela sviten tar mellan 50 och 60 minuter att spela. Satserna är i stort ordnade efter planetföljden i solsystemet, bara Mars och Merkurius är omkastade.
Sviten hade premiär den 29 september 1918 vid ett privat framförande i Queen’s Hall i London; dirigent var Adrian Boult. Det första offentliga framförandet av hela verket – tidigare hade bara delar spelats – ägde rum under dirigenten Appleby Matthews ledning den 10 oktober 1920 i Birmingham. Den 11 maj 2000 framfördes hela verket samt Colin Matthews Pluto – förnyaren.

## Bakgrund
Verkets koncept är snarare av astrologisk än astronomisk natur. Därför representeras inte jorden av någon sats. I stället för månen och solen finns planeterna Uranus och Neptunus, som ännu inte var upptäckta under antiken. Clifford Bax introducerade Holst för astrologin och inspirerade honom därmed indirekt till detta verk. Varje sats behandlar idéer och känslor som förknippas med motsvarande romersk gudom. Bland annat gav också boken What is a Horoscope? (’Vad är ett horoskop?’) av Alan Leo Holst inspiration till satsernas undertitlar (”The Bringer of ...” etcetera).
Planeterna tillkom först i sättning för två pianon, med undantag för den för en enda orgel komponerade Neptune, då Holst fann pianots klang för hård och direkt för en så hemlighetsfull och fjärran värld som Neptunus. Han instrumenterade även sviten för en större orkester innefattande orgel, i sista satsen beledsagad av en (ordlös) diskantkör. Holsts färgglada och fantasifulla instrumentering verkar vara mer influerad av kontinentaleuropéer som Arnold Schönberg och Igor Stravinskij än brittiska kompositörer. Konsertpubliken verkade redan vid uruppförandet vara begeistrad av dessa klangfärger. Ehuru Planeterna är Holsts mest kända verk tyckte han själv inte att det hörde till hans mest lyckade alster och framhöll senare sin besvikelse över att alla hans övriga verk hamnat i skuggan efter framgången med Planeterna. Ändock dirigerade han i början av 1920-talet själv sviten vid en inspelning. Hans favoritsats var Saturn.
Satsernas ordningsföljd följer planeternas i solsystemet – med undantag av Mars och Merkurius. Merkurius omloppsbana ligger i verkligheten närmare solen än Mars’ (och Venus’). Satserna skulle kunna tänkas följa planeternas ordningsföljd i förhållande till jorden, men Mars befinner sig cirka tvåmiljoner kilometer längre bort än Venus. Därför menar några forskare att Mars av musikaliska skäl finns i början för att de första fyra satserna bildar formen av en sinfonietta. En annan förklaring är att Holst bar på den utbredda missuppfattningen att Mars faktiskt befinner sig närmare solen än Venus. En alternativ förklaring kan härledas från konceptet med vissa stjärnteckens dominans. Listar man dessa tillsammans med planeterna i sin traditionella ordningsföljd, börjar med Väduren och utelämnar den på kompositörens tid ännu ej upptäckta Pluto samt solen och månen, framträder precis den ordningsföljd satserna har i sviten.

## Biografiskt sammanhang
Holst var vid tidpunkten musiklärare vid flickskolan St Paul's School for Girls i Brook Green (Hammersmith), en uppgift han tog sig an med stort engagemang. Snart utvidgades skolbyggnaden med en ny flygel som till Holsts stora glädje innehöll ett ljudisolerat musikrum. Detta kom han att nyttja intensivt under veckosluten och ferierna då han var sysselsatt med att komponera.
1913 fick Holst genom kontakter med den engelske chefen för Ballets Russe möjlighet att övervara en repetition av Igor Stravinskijs Våroffer på Aldwych-teatern – före verkets skandalösa premiär i Paris. Sex veckor senare fick också Londons konsertpublik tillfälle att reagera på denna till en början svårgripbara nya musik. Londonborna tyckte att Stravinskijs balettmusik visserligen var egenartad, men spännande. Ett tumult liknande det i Paris uteblev i alla fall.
Det förmodas att Holst 1912 besökte London-uppförandet av Stravinskijs Eldfågeln i en iscensättning av Djagilevs Ballets Russes. Dessutom hörde han förmodligen ett nytt verk av Arnold Schönberg vid namn Fem orkesterstycken. Som man väntat sig möttes detta verk med hånskratt vid sin premiär under Sir Henry Woods ledning; Holst karaktäriserade den nya stilen med orden ”Det låter som Wagner, men utan melodier”. I januari 1914 dirigerade Schönberg själv ett uppförande. Denna gång uppträdde publiken sansat. Premiärdirigenten Wood, som denna gång stod för konsertens senare hälft, fick emellertid längre applåder.
Som en första, inte helt allvarligt menad, reaktion komponerade Holst ett stycke med titeln Futuristisk tondikt i h-dur för studenterna vid Morley College. Det ironiskt syftande stycket gjorde publiken bekant med ”nya” exotiska instrument, såsom kontrabas-makron, babyfonen (”särskilt begärlig för mödrar”), den pneumatiska rör-summafonen samt en fyrstämmig sats soppslevar med sordin.
Även om Holst gjorde sig lustig över Schönberg och den moderna skolan, hyste han egentligen en djup vördnad för den nya musiken. Hans 1913 komponerade St Paul's Suite för stråkorkester uppvisade visserligen inget inflytande från Stravinskij eller Schönberg, men 1914 påbörjade han arbetet med ett verk med arbetsnamnet Seven Pieces for Large Orchestra (’Sju stycken för stor orkester’). Han hade redan en tid tillbaka burit på idén att komponera ett verk med en astrologisk tematik i det här formatet. Efter att ha läst What is a Horoscope? började projektet få konkret form. I denna bok omnämner Alan Leo karaktärsdrag hos människor, som är födda i vissa planeters tecken, i analogi med de stämningsbilder Holst hade i åtanke: Mars är ”viljestark och ibland alltför sprudlande”; Venus förstärker ”den affektiva och emotionella sidan hos han som är född i det tecknet och förlänar honom en utpräglat sinne för konsten och det sköna”; Merkurius skänker ”förmågan att utnyttja förståndet på olika sätt”, Jupiter ”glädje och livskraft i överflöd (...), ädelmod och storsinthet”, Saturnus förmågan till ”långsamma men kontinuerliga framsteg i livet” och Uranus anlag för det ”metafysiska och ockulta, varur excentriska, svårbegripliga och häftiga reaktioner springer fram”. De som föds under Neptunus inflytande kännetecknas däremot av psykisk sensibilitet och mottaglighet transcendentala upplevelser.

## Mottagande
Fram till 1916 existerade en stor del av kompositionen tillsvidare i sättning för två pianon vilken Holst ofta brukade spela ur för sina elever. Orkestrering av verket genomförde Holst övervägande 1916, då han också ledde flertalet framföranden av sina andra verk (ofta frustrerad av bristen på manliga musiker som skickats till fronten) och fullgjorde sina tjänsteförpliktelser som lärare.
Samma år bekantade sig Holst med den då föga kända dirigenten Adrian Boult, som hade beställt några stycken för en mindre orkester. Under deras samtal arrangerade Holst ett preludium till dubbelpianosättningen av Planeterna, varefter Boult tog med några mindre stycken av Holst i sitt konsertprogram. Mot krigsslutet fick Golst en förfrågan från CVJM om en välgörenhetskonsert för engelska trupper stationerade utomlands. Dessutom skulle han resa till Thessaloniki, men omedelbart innan den planerade avfärden meddelade hans vän och tillfällige mecenat Henry Balfour Gardiner överraskande att Boult skulle dirigera en privat premiär av Planeterna i Queen’s Hall. Föreställningen för utvalda vänner, elever och kollegor blev en lysande framgång
Medan Holst fortfarande uppehöll sig utomlands dirigerade Boult flera offentliga framföranden av Planeterna. Då han fått intrycket att publiken inte kunde stå ut med mer än 30 minuter ny musik åt gången, utelämnade han dock Venus och Neptune. Holst själv återvände till England 1919 och dirigerade i november ännu en ofullständig uppsättning, men denna gång med Venus. Verket i sin helhet framfördes första gången i november 1920 av London Symphony Orchestra under Albert Coates ledning.
Framgången från detta första fullständiga uppförande övertygade till slut också kritiker, som tidigare inte hade låtit sig övertygas av de enskilda satserna. Snart följde uppföranden utomlands, bland annat balettuppsättningen av och med Harald Kreutzberg på Berliner Staatsoper 1929, så att Holst, visserligen mot sin vilja, erhöll internationell berömmelse.
Efter framgången ville hans vän Ralph Vaughan Williams använda melodin från mellanpartiet i Jupiter till den patriotiska psalmen I vow to Thee, my Country. Holst tillät det med tvekan; till hans lättnad passade Cecil Spring-Rices text åtminstone rytmiskt precis till melodin. Sången är sedan dess mycket populär i engelskspråkiga länder – Prinsessan Diana önskade till exempel den till sin vigsel och den sjöngs även på hennes begravning.